# Occipucio
El occipucio es el término anatómico para referirse a la parte posterior de la cabeza.

## Importancia clínica
El traumatismo del occipucio puede ocasionar fractura de la base del cráneo. Un occipucio prominente es característico de la trisomía 18 (síndrome de Edwards), asociado a micrognatia (mandíbula pequeña), pabellones auriculares de implantación baja y retardo mental. También se asocia a trisomía 9. La identificación de la ubicación del occipucio fetal es importante en el parto. Esta región se emplea además como punto de reparo anatómico durante la medición del perímetro cefálico, empleando una cinta métrica que se extiende desde el occipucio hasta el arco superciliar.